# Olax gossweileri
Olax gossweileri là một loài thực vật có hoa trong họ Olacaceae. Loài này được Exell & Mendonça mô tả khoa học đầu tiên năm 1951.